# Omyomymar breve
Omyomymar breve är en stekelart som beskrevs av Lin och Chiappini 1996. Omyomymar breve ingår i släktet Omyomymar och familjen dvärgsteklar. Inga underarter finns listade i Catalogue of Life.